# 世界の鉄道 (テレビ番組)
世界の鉄道（せかいのてつどう）は、NHKが1977年12月に放送した鉄道番組である。30分、全4本。

## 放送時期
1977年の12月7日に「海外取材番組」枠で初回放送、以後1週間に1本放送された。

## 放送作品
1. 栄光の鉄路 イギリス
2. 鉄道王国 インド
3. ヨーロッパ国際特急
4. 大陸横断鉄道 アメリカ
5. 総集編

## ナレーション
- 菊谷彰

## 関連書籍
- NHK取材班『世界の鉄道』日本放送出版協会、1978年6月1日。NDLJP:12065838。